# Roumanie aux Jeux européens de 2015
La Roumanie participe aux Jeux européens de 2015. Elle fait partie des 50 nations prenant part à la première édition de cette compétition.
Sa délégation comporte 147 athlètes.

## Médaillés
| Medaille           | Nom                         | Sport       | Épreuve               | Date    |
| ------------------ | --------------------------- | ----------- | --------------------- | ------- |
| Médaille d'or      | Ana Maria Brânză            | Escrime     | Femme épée            | 23 juin |
| Médaille d'or      | Andreea Chițu               | Judo        | Femme 52 kg           | 25 juin |
| Médaille d'or      | Team                        | Escrime     | par équipe femme épée | 26 juin |
| Médaille d'argent  | Roxana Borha Elena Meroniac | Canoë-kayak | Femme K2-500m         | 16 juin |
| Médaille d'argent  | Andreea Iridon              | Gymnastique | Poutre                | 20 juin |
| Médaille d'argent  | Tiberiu Dolniceanu          | Escrime     | homme sabre           | 23 juin |
| Médaille d'argent  | Team                        | Gymnastique | Mixed aerobic groups  | 21 juin |
| Médaille d'argent  | Team                        | Escrime     | Homme sabre           | 26 juin |
| Médaille de bronze | Marius Berbecar             | Gymnastique | bar parallèle         | 20 juin |
| Médaille de bronze | Andreea Iridon              | Gymnastique | barres asymétriques   | 20 juin |
| Médaille de bronze | Daniela Hondiu              | Sambo       | Femme 60 kg           | 22 juin |
| Médaille de bronze | Simona Gherman              | Escrime     | Femme épée            | 23 juin |